# Триселенид гафния
Триселенид гафния — бинарное неорганическое соединение
гафния и селена
с формулой HfSe3,
кристаллы.

## Получение
- Сплавление стехиометрических количеств чистых веществ:

{\displaystyle {\mathsf {Hf+3Se\ {\xrightarrow {T}}\ HfSe_{3}}}}

## Физические свойства
Триселенид гафния образует кристаллы 
моноклинной сингонии, параметры ячейки a = 0,5388 нм, b = 0,37216 нм, c = 0,9428 нм, β = 97,78°, Z = 4
.